# 13e régiment de tirailleurs sénégalais
Pour les articles homonymes, voir 13e régiment.
Le 13e régiment de tirailleurs sénégalais (13e RTS) est un régiment des troupes coloniales françaises. Il opère d'abord au Maroc puis en Algérie.

## Création et différentes dénominations
- 1913 : formation du 3e régiment mixte d'infanterie coloniale du Maroc
- 1921 : transformé en 3e régiment de tirailleurs sénégalais du Maroc
- 1922 : renommé 13e régiment de tirailleurs sénégalais
- 1923 : renommé 13e régiment de tirailleurs coloniaux
- 1926 : redevient 13e régiment de tirailleurs sénégalais
- 1943 : devient 15e régiment de tirailleurs sénégalais, puis recréé
- 1944 : devient 23e régiment d'infanterie coloniale, à la suite du blanchiment de la 9e division d'infanterie coloniale
- 1948 : nouvelle formation du 13e régiment de tirailleurs sénégalais
- 1958 : change d'appellation, devient 73e régiment d'infanterie de marine

## Chefs de corps
- 1922 - Lieutenant-Colonel Braive
- 1933 - colonel Jules Angibau
- 27 janvier 1939 : colonel Joseph-Ernest Perrossier[1]
- 1er juillet 1943- mi-juillet 1944 : colonel Jean Chrétien
- 19 juillet 1944 : colonel Louis Voillemin[2]

## Historique des garnisons, combats et batailles du13eRTS

### Formation
Le 3e régiment mixte d'infanterie coloniale est formé le 1er juillet 1913.

### Première Guerre mondiale
En 1914, le 5e bataillon colonial du 3e régiment mixte d'infanterie coloniale est envoyé en France et remplacé en novembre par le 16e bataillon de tirailleurs sénégalais.

### Entre-deux-guerres
Le 1er avril 1921, le régiment est renommé 3e régiment de tirailleurs sénégalais du Maroc.
- 1922 - 3 bataillons stationnés à Alger, Orléansville et Lalla-Marnia[réf. nécessaire]

Le 1er décembre 1922, le régiment est renommé 13e régiment de tirailleurs sénégalais (du 20 avril 1923 au 1er janvier 1926, le régiment prend le nom de 13e régiment de tirailleurs coloniaux).
- 1924 - 1er et 2e bataillons au Maroc[réf. nécessaire]

En 1925, le régiment est engagé dans la guerre du Rif. D'avril 1925 à janvier 1926, il déplore 24 tués, 79 blessés et 14 disparus sur un effectif engagé de 1 509 hommes.

### Seconde Guerre mondiale
En 1939, le régiment est en garnison à Alger, Oran et Philippeville. Il est affecté à la 181e division de protection,. Dissous selon les termes de l'armistice du 22 juin 1940, il est recréé le 1er novembre au sein de l'Armée d'armistice.
Lors de l'opération Torch, opposant les Alliés à l'armée d'Afrique loyale au régime de Vichy, le régiment déjoue avec d'autres unités l'opération Terminal, capturant la majorité du 3e bataillon du 135e régiment d'infanterie américain.
Rallié aux Alliés, le régiment participe brièvement à la campagne de Tunisie. Cependant, il prend le numéro 15 le 30 juin 1943. Le 13e RTS est recréé le lendemain à Alger, renforcé par deux bataillons du 10e RTS. Il intègre la 9e DIC.
En juin 1944, il forme le fer de lance du débarquement de l'île d'Elbe,,. Le 2e bataillon est cité à l'ordre de l'armée.
Il participe en août à la libération de Toulon. En octobre 1944, le régiment est « blanchi » : ses tirailleurs africains sont remplacés par des Français des forces françaises de l'intérieur. Les tirailleurs doivent céder leur équipement et même leurs uniformes, avant d'être dirigé vers le Sud de la France. Il est renommé 23e régiment d'infanterie coloniale le 1er novembre.

### De 1945 à nos jours
Le régiment est recréé le 15 mai 1948 par renommage du 15e RTS.
En 1953, il est en Tunisie.
En juin 1954, le 13 RTS comporte deux bataillons : le 1/13 RTS composé de troupes coloniales est en garnison à Alger (Caserne d'Orléans) tandis que le 2/13 RTS est un bataillon d'instruction pour jeunes recrues.
Il comporte trois compagnies, la  5e Cie en garnison à Tizi Ouzou, la 6e Cie en garnison à Fort National (peloton caporaux et sous officiers), la CCAS en garnison à Fort National. Une section est détachée au col de Tirourda.
À compter du 1er novembre 1954 les bataillons sont "éclatés" sur un axe Tizi Ouzou - Fort National - Michelet - Tirourda et participent aux opérations de maintien de l'ordre.
Le 1er décembre 1958, le régiment est renommé 73e régiment d'infanterie de marine, mais reste constitué de soldats africains.

## Insigne
La carte d'Afrique, portant en rouge les possessions françaises, symbolise le recrutement de l'unité. L'étoile symbolise le Mérite chérifien remis au 3e R.T.S.M. le 9 août 1919.
L'insigne, conçu en 1938, est adopté en 1948 et homologué à cette date en vue de sa fabrication.

## Décorations
Mérite militaire chérifien remis au 3e R.T.S.M. le 9 août 1919.

## Personnalités ayant servi au régiment
- Henri Muller (1900-1944), résistant français, Compagnon de la Libération,
- Marcel Faure (1906-1999), résistant français, Compagnon de la Libération,
- René Baudry (1907-1964), Français libre, Compagnon de la Libération,
- Paul Gauffre (1910-1944), résistant français, Compagnon de la Libération,
- Jean Gilles (1904-1961), évadé d'Espagne.